# Markets Field
Markets Field est un stade de football à Garryowen, un quartier de la ville de Limerick dans le Comté de Limerick en Irlande. Il a une capacité d'accueil de 5 000 places.
Le club résident est le Limerick Football Club. Le stade est entré en fonction dans les années 1880.

## Histoire
Markets Field est historiquement un terrain de sports gaéliques. Il a été utilisé pour les matchs du championnat du Munster tant en hurling qu'en football gaélique. La plupart des demi-finales entre les équipes du Munster et celles du Connacht s'y sont déroulées lors des premières années du XXe siècle.
Le terrain a aussi été le siège du club de rugby à XV Garryowen Football Club fondé en 1884. Il y joue ses matchs entre 1886 et 1957.
Pendant la majeure partie de son existence, le stade a aussi accueilli des courses de lévriers. Les courses y ont été définitivement interrompues le 17 juillet 2010 à la suite de l'inauguration d'un nouveau champ de courses au sud de Limerick.

## Utilisation actuelle
le Limerick Football Club est depuis 2016 le principal utilisateur du stade. Le club profite de la licence d'utilisation de ce stade municipal propriété de la LEDP (Limerick Enterprise Development Partnership),. A la fin de 2013 le LEDP a entrepris la rénovation du stade, investissant 400 millions d'Euros, réformant les tribunes et renouvellent totalement la pelouse.